# Kórfos
Kórfos är en ort i Grekland.   Den ligger i prefekturen Nomós Korinthías och regionen Peloponnesos, i den sydöstra delen av landet, 60 km väster om huvudstaden Aten. Kórfos ligger 49 meter över havet och antalet invånare är 287.
Terrängen runt Kórfos är kuperad. Havet är nära Kórfos åt sydost.  Närmaste större samhälle är Sofikón, 7,1 km nordväst om Kórfos. 